# International Falls
International Falls ist eine Stadt (mit dem Status „City“) und Verwaltungssitz des Koochiching County im US-amerikanischen Bundesstaat Minnesota. Das U.S. Census Bureau hat bei der Volkszählung 2020 eine Einwohnerzahl von 5.802 ermittelt.

## Geografie
International Falls liegt am Rainy River, welcher die Stadt von der nördlich gelegenen Stadt Fort Frances in der kanadischen Provinz Ontario trennt. Beide Orte sind über eine teilweise mautpflichtige Brücke miteinander verbunden. Der Fluss bildet den Abfluss des einige Kilometer nordöstlich gelegenen Rainy Lake. Etwa 18 Kilometer östlich erstreckt sich der Voyageurs-Nationalpark. Nach Angaben des United States Census Bureau beträgt die Fläche der Stadt 16,6 Quadratkilometer, davon sind 0,4 Quadratkilometer Wasserflächen.

## Geschichte
Obwohl die Gegend um International Falls den Erforschern und Missionaren im 17. Jahrhundert bekannt war, blieb die Gegend bis ins späte 19. Jahrhundert weitestgehend unbesiedelt. Die gegründete Siedlung erhielt den Namen Koochiching, welcher in der Sprache der Ojibwa etwa „in Nachbarschaft zum See und Fluss“ bedeutet.
Am 10. August 1901 erhielt sie den Status einer Village. Zwei Jahre später wurde diese in International Falls umbenannt, entsprechend der Lage des Flusses mit den Koochiching-Wasserfällen als Staatsgrenze zwischen Kanada und den Vereinigten Staaten. 1909 wurde International Falls eine Stadt.
Zu Beginn des 20. Jahrhunderts erkannte der Unternehmer Edward Wellington Backus das Potenzial des Flusses für seine Minnesota and Ontario Paper Company. Er baute für seine Sägemühlen und zur Energiegewinnung einen Damm am Rainy River. Bis in die Gegenwart ist das 1965 von der Boise Cascade übernommene Unternehmen einer der größten Arbeitgeber in der Region.

## Klima
International Falls gilt mit einer Durchschnittstemperatur von 2,4 Grad Celsius als eine der kältesten Städte der 48 zusammenhängenden Staaten der USA. Die Stadt wird oftmals auch als „Icebox of the Nation“ bezeichnet, obgleich auch Fraser, Colorado den Namen für sich beansprucht. An durchschnittlich 64 Tagen im Jahr liegt die Temperatur unter 0 Grad Fahrenheit (minus 17,4 Grad Celsius). In den Sommermonaten kann es trotzdem sehr warm werden. Die höchste gemessene Temperatur beträgt 39,4 Grad Celsius und wurde im Juli gemessen. Die niedrigste Temperatur wurde im Januar mit −48 Grad Celsius gemessen.
|                       | Jan   | Feb   | Mär   | Apr  | Mai  | Jun  | Jul  | Aug  | Sep  | Okt  | Nov  | Dez   |   |      |
| Mittl. Tagesmax. (°C) | −10,1 | −7,1  | 0,4   | 10,1 | 18,1 | 23,0 | 26,0 | 24,2 | 17,9 | 11,0 | 0,4  | −8,6  | ⌀ | 8,9  |
| Mittl. Tagesmin. (°C) | −23,3 | −20,0 | −11,4 | −2,3 | 4,2  | 9,7  | 12,6 | 10,9 | 5,8  | 0,5  | −8,3 | −19,0 | ⌀ | −3,3 |
|                       |       |       |       |      |      |      |      |      |      |      |      |       |   |      |
| Niederschlag (mm)     | 22    | 16    | 27    | 40   | 63   | 100  | 91   | 79   | 80   | 50   | 29   | 21    | Σ | 618  |
|                       |       |       |       |      |      |      |      |      |      |      |      |       |   |      |
| Regentage (d)         | 6     | 5     | 6     | 6    | 9    | 10   | 9    | 9    | 8    | 7    | 6    | 6     | Σ | 87   |
|                       |       |       |       |      |      |      |      |      |      |      |      |       |   |      |
| Luftfeuchtigkeit (%)  | 71    | 67    | 66    | 61   | 61   | 69   | 71   | 75   | 77   | 74   | 79   | 77    | ⌀ | 70,7 |

| −23,3 |

| −20,0 |

| −11,4 |

| −2,3 |

| 4,2 |

| 9,7 |

| 12,6 |

| 10,9 |

| 5,8 |

| 0,5 |

| −8,3 |

| −19,0 |

| −23,3 |

| −20,0 |

| −11,4 |

| −2,3 |

| 4,2 |

| 9,7 |

| 12,6 |

| 10,9 |

| 5,8 |

| 0,5 |

| −8,3 |

| −19,0 |

## Demografische Daten
Nach der Volkszählung im Jahr 2010 lebten in International Falls 6424 Menschen in 2903 Haushalten. Die Bevölkerungsdichte betrug 396,5 Einwohner pro Quadratkilometer. In den 2903 Haushalten lebten statistisch je 2,16 Personen.
Ethnisch betrachtet setzte sich die Bevölkerung zusammen aus 93,3 Prozent Weißen, 1,0 Prozent Afroamerikanern, 2,5 Prozent amerikanischen Ureinwohnern, 0,2 Prozent Asiaten sowie 0,1 Prozent aus anderen ethnischen Gruppen; 2,8 Prozent stammten von zwei oder mehr Ethnien ab. Unabhängig von der ethnischen Zugehörigkeit waren 1,1 Prozent der Bevölkerung spanischer oder lateinamerikanischer Abstammung.
21,9 Prozent der Bevölkerung waren unter 18 Jahre alt, 58,3 Prozent waren zwischen 18 und 64 und 19,8 Prozent waren 65 Jahre oder älter. 51,9 Prozent der Bevölkerung war weiblich.
Das mittlere jährliche Einkommen eines Haushalts lag bei 30.094 USD. Das Pro-Kopf-Einkommen betrug 23.563 USD. 16,0 Prozent der Einwohner lebten unterhalb der Armutsgrenze.

## Söhne und Töchter der Stadt
- Kevin Constantine (* 1958), Eishockeytorwart und -trainer
- Mike Curran (* 1944), Eishockeytorwart
- Richard Dougherty (1932–2016), Eishockeyspieler
- Ben Gordon (* 1985), Eishockeyspieler
- Tamara Faye Messner (1942–2007), christliche Sängerin, Autorin sowie Fernsehpersönlichkeit
- Bronko Nagurski (1908–1990), American-Football-Spieler (in International Falls aufgewachsen und gelebt)